# Cyanoliseus patagonus patagonus
Cyanoliseus patagonus patagonus, comúnmente llamado loro barranquero patagónico o loro barranquero austral, es una de las subespecies en que se divide la especie Cyanoliseus patagonus, un ave de la familia de los loros (Psittacidae), que habita en el Cono Sur de América del Sur.

## Descripción original
Este taxón fue descrito originalmente por Louis Jean Pierre Vieillot en el año 1818 con el nombre de Psittacus patagonus. La localidad tipo es «Buenos Aires».

## Características
Medida entre la punta del pico y la punta de la cola, la longitud promedio en esta subespecie es de 42 cm.
Su cabeza y lomo son de color verde oliva oscuro. Presenta un anillo periocular de color blanco. La parte superior del pecho es de color pardo-oliva con tono vinoso. A ambos lados presenta una mancha blanca de tamaño variable. Las plumas del abdomen, patas, inferior del lomo, rabadilla, y supracaudales son de color amarillo vivo. La parte central del abdomen muestra una mancha rojo-anaranjada, grande y definida. Las subcaudales son de un tono amarillo oliváceo. Las cubiertas alares son oliváceas. Las primarias son azules, con barba interna grisácea. La cola es gris olivácea. El pico es ganchudo y corto; grisáceo en los pichones, y negruzco en los adultos. El iris es gris-celeste en los pichones, y blanco-amarillento en los adultos. Las patas son de color rosa pálido.

## Comportamiento
Es una subespecie gregaria y bulliciosa. La bandada en vuelo se escucha desde lejos.

### Alimentación
Se alimenta de semillas y frutos silvestres o cultivados. Vuela a grandes distancias todos los días desde sus dormideros o colonias de nidificación hasta los lugares con abundante alimento estacional. Se alimentan en bandada, tanto entre el follaje de arbustos y árboles como en el mismo suelo. Uno de ellos suele quedar apostado en algún punto superior, como vigía ante el peligro. Frente a alguna amenaza, grita una señal de alarma y en instantes toda la bandada emprende la huida a un lugar seguro. 
Entre los frutos y semillas de especies silvestres que integran su dieta destacan los de espinillos (Acacia), chañar (Geoffroea decorticans), varias especies de algarrobos (Prosopis) y de romerillos (Baccharis), etc. 

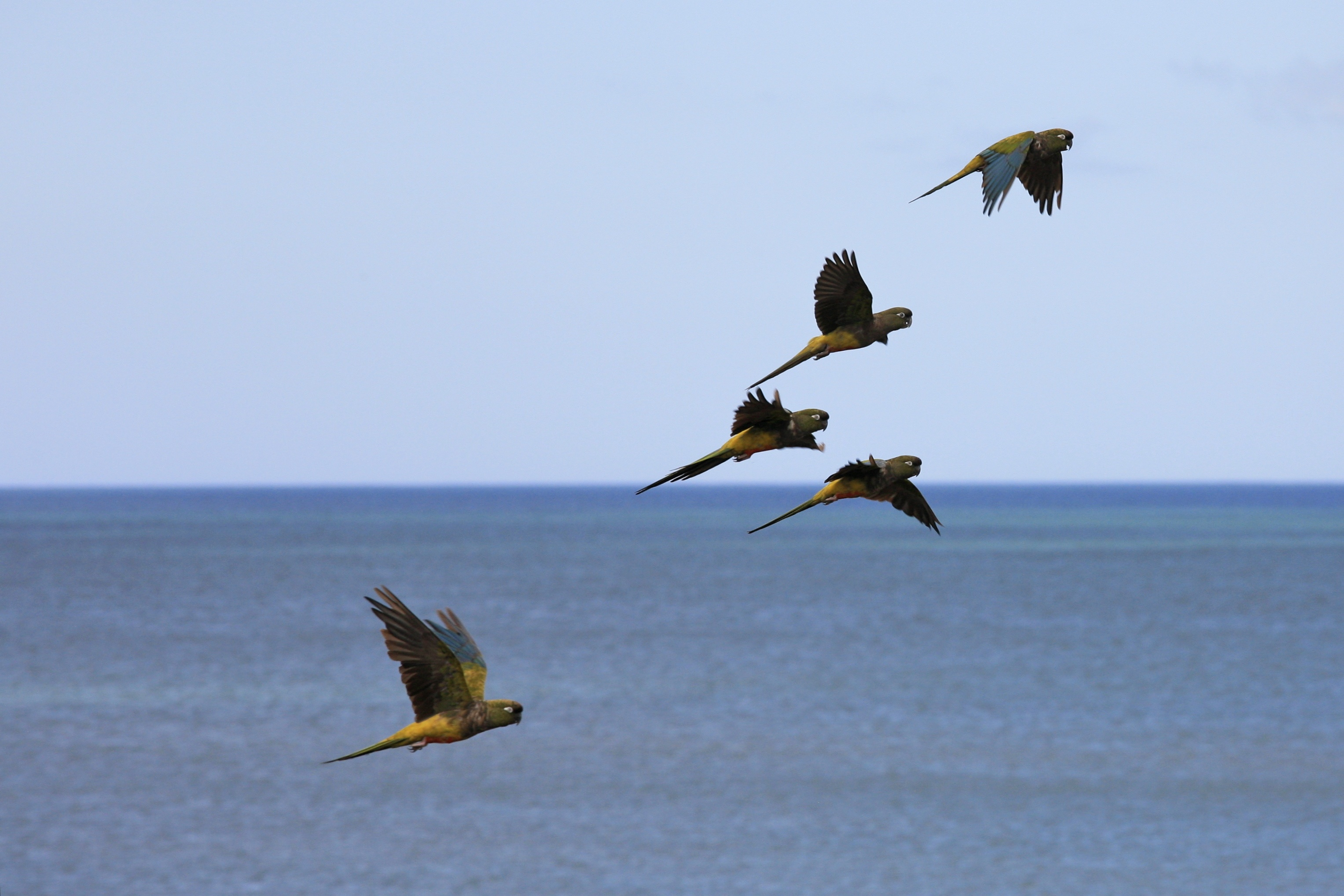
Esta subespecie es la única que habita también en las costas marinas. En la imagen, una bandada en las playas de Quequén, en la provincia de Buenos Aires, Argentina.

Entre los frutos y semillas de especies cultivadas que integran su dieta destacan los de maíz, trigo e higos.

### Hábitats
Esta subespecie vive en estepas semiáridas abiertas, con vegetación dominada por arbustos y algunos árboles, con suelo desnudo o raleado de gramíneas. También frecuenta áreas rurales y de cultivos. Especialmente en época de nidificación, se lo encuentra además en barrancos o quebradas abruptas.

## Reproducción

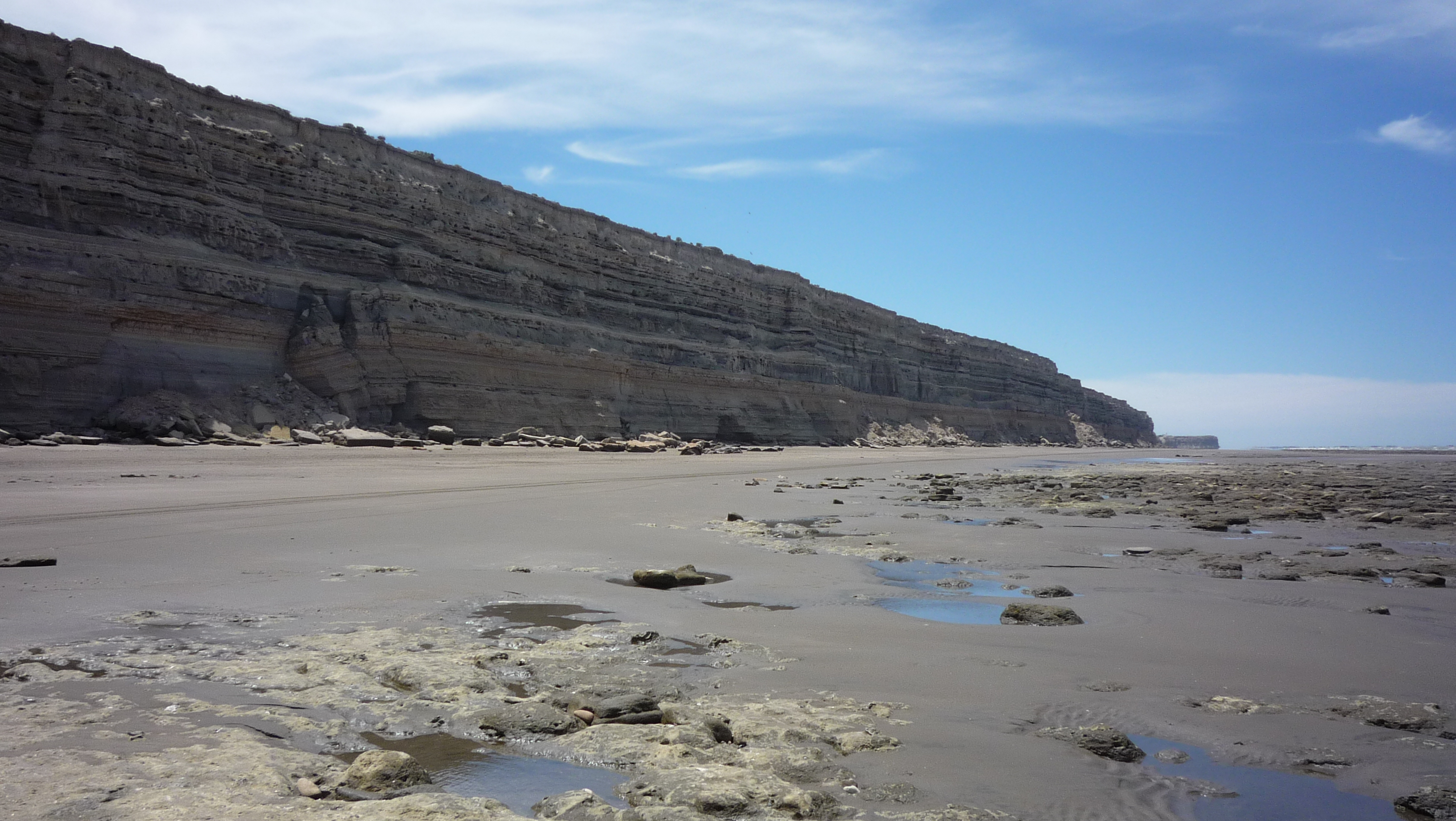
Zona de los acantilados en Balneario El Cóndor, hogar de la colonia de loros más grande del mundo.

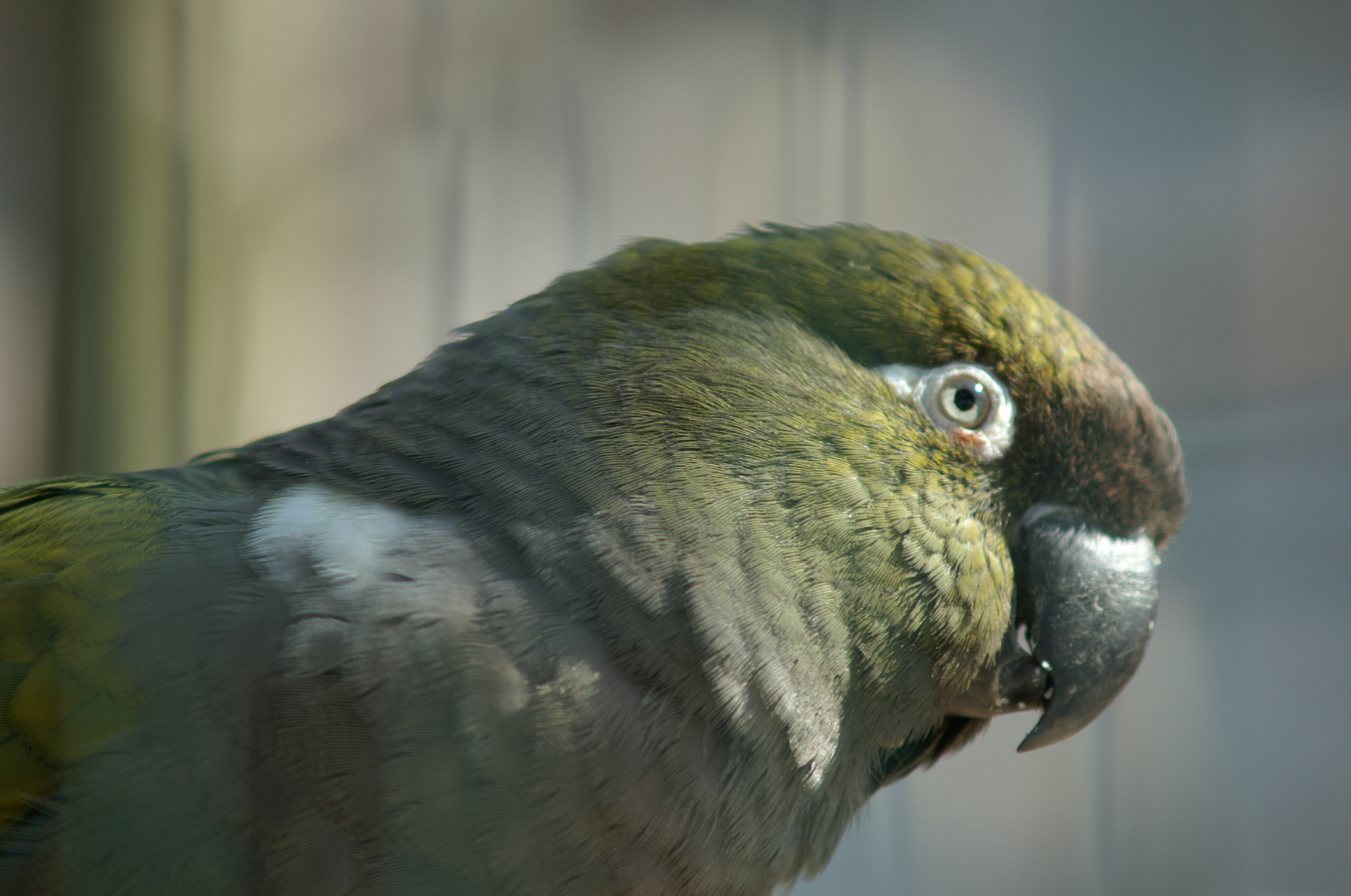
Detalle de la cabeza de un ejemplar cautivo de esta subespecie.

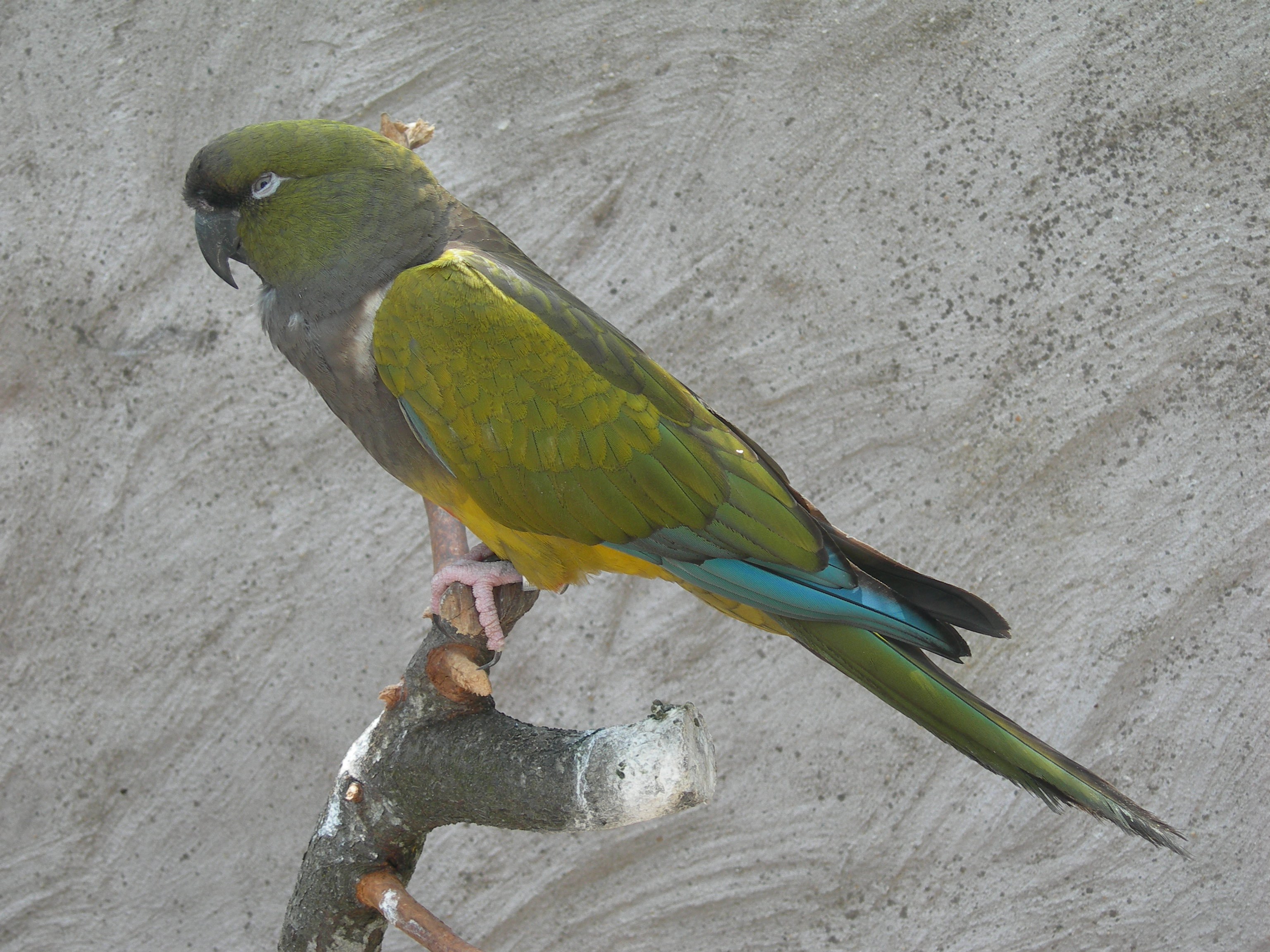
La presencia de esta subespecie es muy habitual en las colecciones de zoológicos de todo el mundo. En este caso, un ejemplar cautivo de esta subespecie en Francia.

Se reproducen en colonias, y las parejas son monógamas. Anidan en cuevas que horadan en barrancos de ríos o acantilados marinos (de allí su nombre de loro barranquero), habitándolas todo el año. Las cuevas son profundas y zigzagueantes. Ponen 2 huevos de color blanco semibrillante, que son bastante redondeados, y de un tamaño promedio de 3,7 x 3,1 cm. 
Una extensa investigación ha permitido determinar que la colonia de loros barranqueros de esta subespecie en el Balneario El Cóndor, de la provincia de Río Negro, en el noreste de la Patagonia argentina, con 35 000 nidos activos, es la colonia conocida de Psittaciformes (loros y cacatúas) más grande del mundo; por lo tanto, un importante patrimonio para la humanidad.

## Taxonomía

### Evolución
Actualmente, la población de esta subespecie está perfectamente separada de la que habita al otro lado del encadenamiento andino, en el centro de Chile: Cyanoliseus patagonus bloxami por lo que al poseer áreas de distribución disjuntas se ha favorecido la especiación. Con respecto a las otras dos del centro y norte argentino, contactan sus geonemias en la región de Cuyo.
El taxón chileno —Cyanoliseus patagonus bloxami— habita donde se originó primitivamente la especie. La totalidad de las poblaciones argentinas de la especie son el resultado de un único evento de expansión transandina efectuado por una bandada del núcleo original chileno, lo que acaeció hace unos 120 000 años —en el Pleistoceno Superior a Tardío—. Ese grupo de aves logró cruzar la cordillera de los Andes por un paso cercano a los 3000 m s. n. m. a la latitud del Aconcagua; ese núcleo, posteriormente, dio lugar a todas los linajes mitocondriales argentinos existentes en la actualidad. 
Los análisis sugieren una compleja estructura de la población de loros barranqueros en la Argentina, que incluye dos linajes principales —Cyanoliseus patagonus patagonus y Cyanoliseus patagonus andinus— y una zona de hibridación entre ambos que se ha mantenido estable durante varios miles de años. Dentro de esta zona, introgresiones mediante la expansión de los haplotipos, se ha traducido en la evolución que dio lugar a un linaje intermedio: Cyanoliseus patagonus conlara. Las barreras enormes, como son las condiciones ambientales regionales separaron las poblaciones y, por tanto, la estructura genética. Cuando el contacto entre las poblaciones divergentes se restableció, una zona híbrida estable se formó, que funciona como un canal para el intercambio genético entre poblaciones.

## Distribución
Es un endemismo reproductivo del centro y sur de la Argentina, en especial es característico de las regiones menos frías de la Patagonia Argentina. En invierno migraba a áreas pampeanas; ocasionalmente en estos movimientos llegaría al sur del Uruguay, aunque los ejemplares observados allí podrían tratarse de ejemplares escapados, del mismo modo que ocurre con las bandadas de los alrededores de la ciudad de Buenos Aires. A veces, fuertes vientos del cuadrante oeste arrastran algunos ejemplares de la costa patagónica hasta las islas Malvinas.

## Conservación
Es una subespecie abundante en la mayor parte de su geonemia. 
A principios del siglo XIX, este taxón contaba con una población aislada que nidificaba en las barrancas del río Paraná en el litoral de la provincia de Santa Fe, donde los cazó Alcide d'Orbigny. Otras colonias se encontraban en la región en donde el sistema de Tandilia se encuentra con el mar Argentino. Ambas poblaciones se han extinguido totalmente debido a la captura viva de ejemplares para su venta como mascotas, pero especialmente a causa de la profunda transformación y deterioro de su hábitat. A comienzos de la década de 2010 las colonias del pedemonte de las sierras del sistema de Ventania, y las del valle inferior del río Quequén Grande son las más próximas a la ciudad de Buenos Aires, zona que antaño la subespecie visitaba invernalmente en grandes bandadas para alimentarse en sus densos bosques de tala. 
Una causa que afecta a sus poblaciones del valle del río Negro y de los oasis agrícolas cuyanos es la muerte de decenas de miles de ejemplares al alimentarse de granos envenenados, los que son distribuidos por algunos agricultores, que los consideran una amenaza para sus cultivos.
Miles de ejemplares anualmente son exportados desde la Argentina para ser vendidos legalmente en el mercado internacional de mascotas. Algunos de ellos escapan del cautiverio y, al igual de otras muchas especies de loros, logra establecerse en su nuevo hábitat, y crear pequeñas colonias, como en el municipio español de Calviá, en la isla de Mallorca, de las islas Baleares. 
Es frecuente que, como resultado de fiscalizaciones para combatir el comercio ilegal de fauna, se decomisen en la Argentina ejemplares de este taxón totalmente amarillos o con grandes manchas de ese color; son el resultado de decoloraciones químicas a las que personas desaprensivas someten a ejemplares de esta subespecie, para poder ser vendidos en el mercado interno de mascotas a valores mucho más elevados, haciéndolos pasar por especies muy raras.